# Macarisia lanceolata
Macarisia lanceolata là một loài thực vật có hoa trong họ Rhizophoraceae. Loài này được Baill. mô tả khoa học đầu tiên năm 1862.